# Noé (patriarche)
Pour les articles homonymes, voir Noé.
נֹחַ
Noé (hébreu : נֹחַ Nōa'h ; arabe : نُوح Nūḥ : repos ou consolation) est un personnage de la Bible. Il est le dixième et dernier des patriarches prédiluviens dans les traditions des religions abrahamiques, figure importante pour le judaïsme et le christianisme, et considéré comme un prophète par l'islam. Son histoire apparaît dans la Bible hébraïque (notamment le Livre de la Genèse, chapitres 5 à 9) et dans le Nouveau Testament [Où ?], ainsi que dans le Coran.
Selon la Genèse, Noé a une femme et trois fils : Sem, Cham et Japhet. Sur l'ordre de Dieu, il bâtit une arche afin d'échapper au Déluge. Lui et sa famille étant les seuls humains épargnés, Noé et sa femme sont considérés par la tradition comme les ancêtres de toute l'humanité,. La Genèse lui attribue une vie de 950 ans.
Après le Déluge, Dieu ordonne à Noé et à ses fils de « fructifier, de se multiplier et de remplir la terre ». Dieu conclut une alliance avec Noé et promet de ne pas détruire les créatures de la Terre. Noé est également dépeint comme un « laboureur du sol » et comme un buveur de vin.

## Personnages similaires

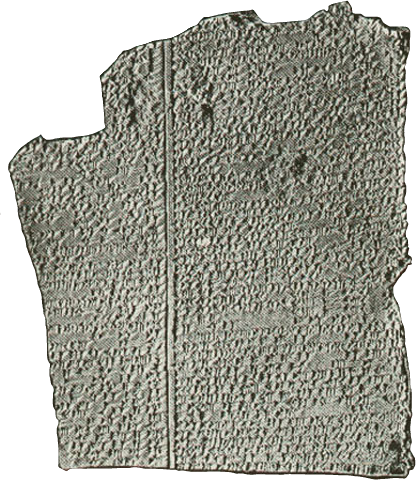
Tablette babylonienne de Gilgamesh sur le Déluge.

Si l'on exclut les traditions orales, le plus ancien récit connu, le mythe de Gilgamesh apparu vers 2300 avant l'ère chrétienne relate longuement l'histoire d'un déluge décidé par les dieux. Un homme cependant fut épargné par l'un d'eux qui lui indiqua comment construire une embarcation où, le jour venu, il fit monter par couples toutes les espèces animales qu'il fallait sauver.
Cet homme porte différents noms selon la tradition qui en rapporte l'épopée : Ziusudra à Sumer, Outa-Napishti ou Atrahasis à Babylone avec de nombreuses variantes, Deucalion dans la mythologie grecque ou encore Manu dans le védisme.

## Récit biblique
Dixième et dernier des patriarches antérieurs au Déluge (antédiluviens), fils de Lamech et d'une mère qui n'est pas nommée, Noé a 500 ans avant la naissance de ses fils Sem, Cham et Japhet.

### Récit du Déluge
Le récit du Déluge se trouve dans les chapitres 6 à 9 du Livre de la Genèse. En effet, Dieu a l'intention de ramener la Terre à son état de chaos d'avant la Création à cause des méfaits de l'humanité, puis en la recréant à partir du microcosme de l'arche de Noé. Le Déluge n'est pas une simple inondation mais un renversement de la Création,.
Selon les chapitres 6 et 7 de la Genèse, Noé est le fils de Lamech. Il descend de Seth, le fils d'Adam. Neuf générations séparent Noé d'Adam.
Suivant l'analyse de la Genèse 5, Noé est né 1 056 ans après la création par Dieu d'Adam et mourut 2006 ans après celle-ci. Il fut donc contemporain des patriarches : Énosch, Kénan, Mahalaleel, Jéred, Mathusalem et Lamech.

### L'arche de Noé

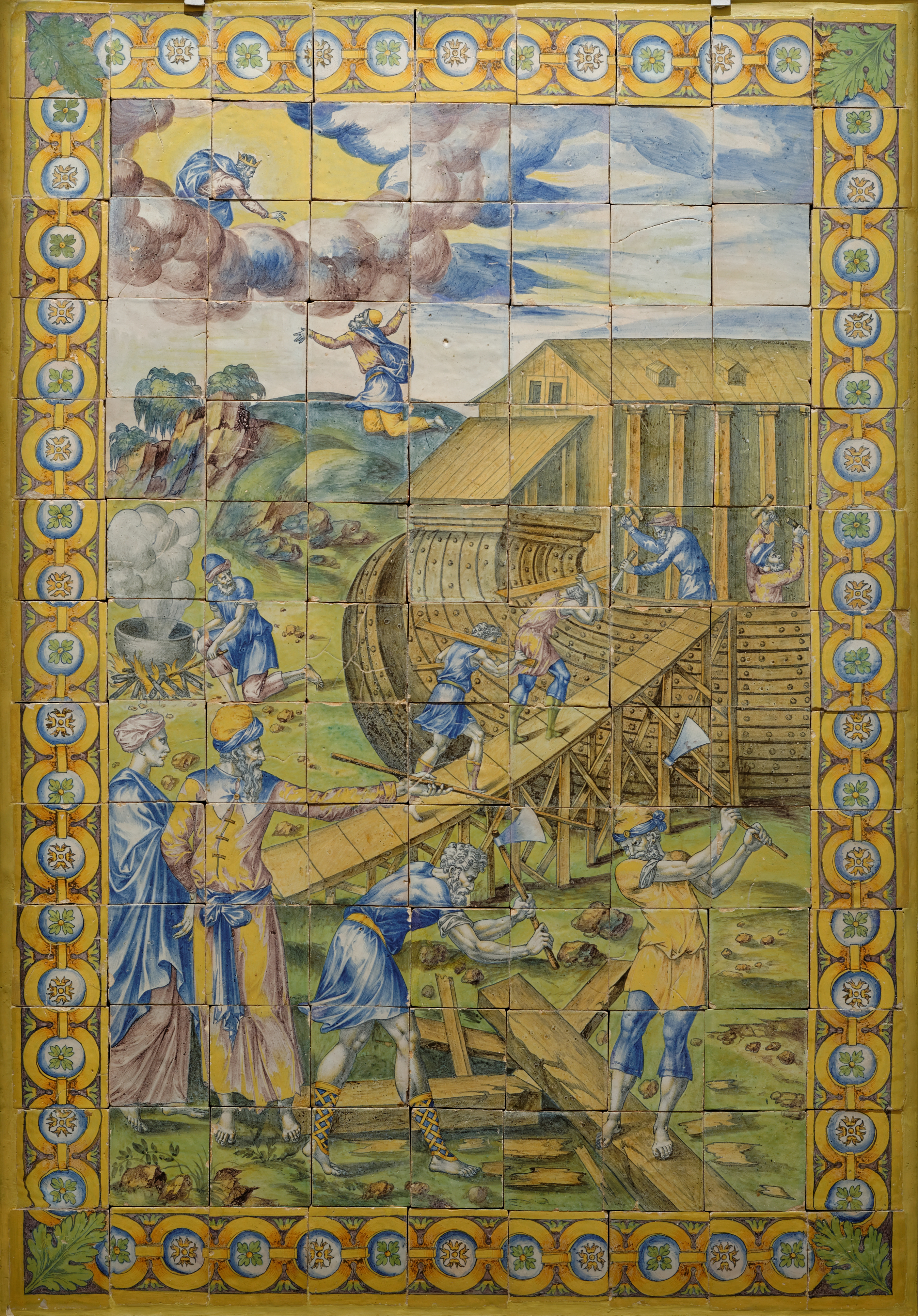
Construction de l’arche de Noé, terre cuite émaillée, Masséot Abaquesne, 1550-1560, château d'Écouen.

Depuis Adam, les Hommes sont devenus mauvais, et Dieu projette d'exterminer toute forme de vie. Il décide d'épargner toutefois Noé, le seul Homme juste et intègre dans son temps. Il lui ordonne de fabriquer une arche, et de s'y réfugier avec sa femme, ses fils et leurs femmes, ainsi que des couples de chaque espèce animale. Puis Dieu déclenche le Déluge, une pluie battante qui submerge les montagnes et tue tous les animaux et tous les humains. Seule l'arche flotte.
Après 40 jours, la pluie s'arrête mais la terre est entièrement sous l'eau. La décrue s'amorce, et un jour, Noé lâche une colombe qui revint avec un rameau d'olivier au bec.
Il la relâche sept jours après et elle ne revient plus, signe que la terre se découvre de plus en plus. Au bout de quelques mois, l'arche repose sur le Mont Ararat à l'est de la Turquie (haut-plateau arménien).
Lorsque la terre est enfin sèche, Dieu dit à Noé de faire sortir tous les animaux et leur enjoint de se multiplier à nouveau sur la surface de la terre.

Dieu fait alors alliance avec Noé, ses fils et leur postérité. Il leur donne pour nourriture tout animal et végétal, condamne le meurtre, et leur ordonne d'être féconds. Puis il promet qu'il n'y aura plus de Déluge et désigne l'arc-en-ciel comme signe d'alliance entre lui et la terre.

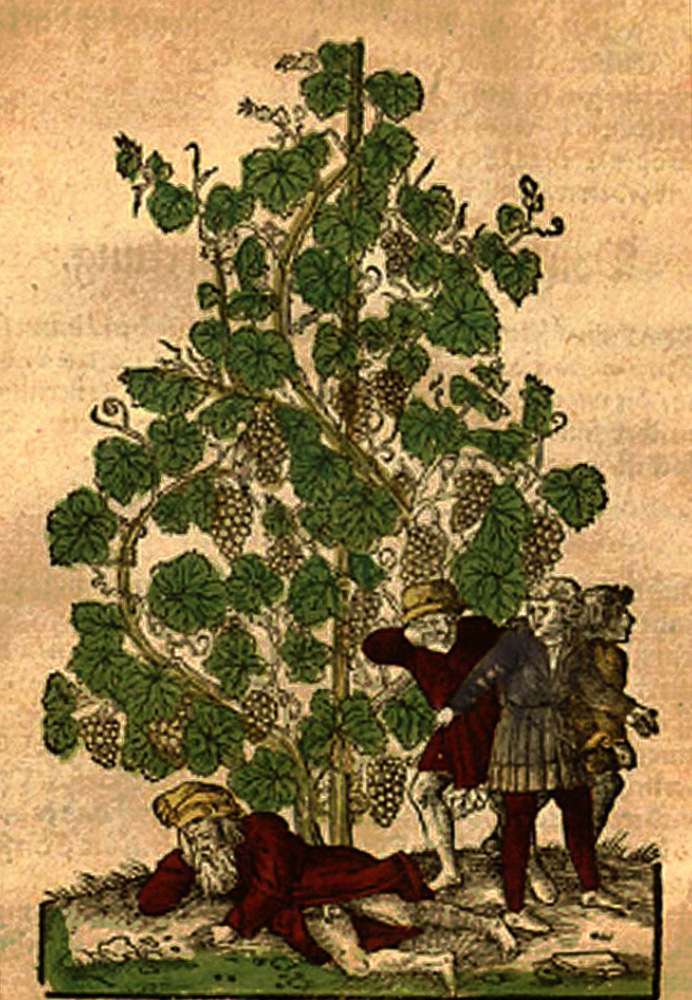
Noé dénudé et ses fils au pied de l'arbre de Jessé en forme de cep de vigne.

### Après le Déluge
Après le déluge, Noé offrit des holocaustes à Dieu. Dieu a accepté le sacrifice et a conclu une alliance avec Noé, et à travers lui, avec toute l'humanité, qu'il ne détruirait plus la terre pour détruire toute chair par un autre déluge.

"Dieu bénit Noé et ses fils, et leur dit: Soyez féconds, multipliez, et remplissez la terre." En gage de cette Alliance de grâce avec l'homme et tous les êtres vivants de la terre, l'Arc-en-ciel a été placé dans les nuages. 

« Et Dieu dit : C’est ici le signe de l’alliance que j’établis entre moi et vous, et tous les êtres vivants qui sont avec vous, pour les générations à toujours: j’ai placé mon arc dans la nue, et il servira de signe d’alliance entre moi et la terre. Quand j’aurai rassemblé des nuages au-dessus de la terre, l’arc paraîtra dans la nue; et je me souviendrai de mon alliance entre moi et vous, et tous les êtres vivants, de toute chair, et les eaux ne deviendront plus un déluge pour détruire toute chair. L’arc sera dans la nue; et je le regarderai, pour me souvenir de l’alliance perpétuelle entre Dieu et tous les êtres vivants, de toute chair qui est sur la terre. Et Dieu dit à Noé: Tel est le signe de l’alliance que j’établis entre moi et toute chair qui est sur la terre. »

— Gn 9.12–17
Deux injonctions furent imposées à Noé : alors que la consommation de nourriture animale était autorisée, la consommation de sang était strictement interdite; et l'effusion du sang de l'homme par l'homme est devenue un crime passible de la peine de mort aux mains de l'homme,.
Noé, en tant que dernier des patriarches antédiluviens à la vie extrêmement longue, est mort 350 ans après le déluge, à l'âge de 950 ans, alors que Terah avait 128 ans. La durée de vie humaine maximale, telle que décrite par la Bible, diminue progressivement par la suite, passant de près de 1 000 ans aux 120 ans de Moïse,,.

### L'ivresse de Noé
Les fils de Noé sont Sem, Cham et Japhet.
Après le Déluge, Noé est devenu fermier et plante une vigne. Un jour, Noé, qui a trop bu de vin de sa vigne, s'endort et se trouve nu dans une tente. Cham voit la nudité de Noé et le raconte à ses frères ; ceux-ci le rhabillent en lui tournant le dos. À son réveil, Noé maudit Canaan, le fils de Cham, et le condamne à être serviteur de Sem et de Japhet.
Dans le contexte de l'ivresse de Noé, la Bible relate deux faits : (1) Noé s'enivra et "il fut découvert dans sa tente", et (2) Cham "vit la nudité de son père, et dit à ses deux frères sans...",.

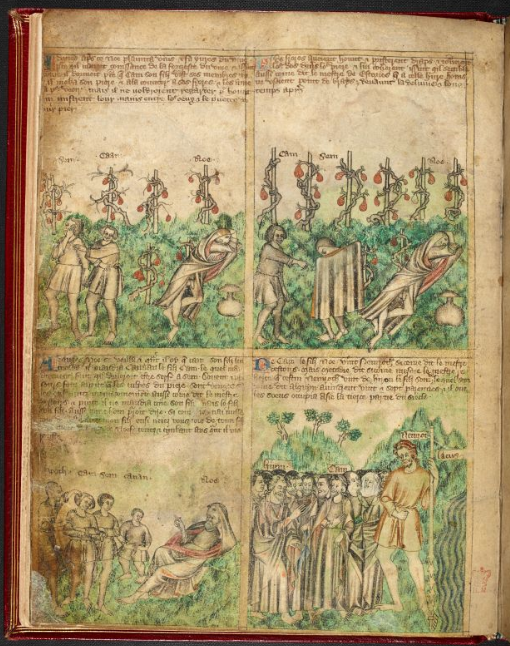
L'ivresse de Noé, Cham se moque de Noé, Noé est couvert, Canaan est maudit. Egerton Genèse.

Dès l'époque classique, les commentateurs de Genèse 9:20-21 ont excusé la consommation excessive d'alcool de Noé parce qu'il était considéré comme le premier buveur de vin ; la première personne à découvrir les effets du vin. Jean Chrysostome, Patriarche de Constantinople et Pères de l'Église, a écrit au IVe siècle que le comportement de Noé est défendable: en tant que premier humain à goûter du vin, il ne connaîtrait pas ses effets: "Par ignorance et inexpérience de la bonne quantité à boire, est tombé dans une stupeur ivre". Philon d'Alexandrie, un philosophe hellénistique juif, a également excusé Noé en notant que l'on peut boire de deux manières différentes : (1) boire du vin en excès, un péché propre à l'homme méchant vicieux ou (2) prendre du vin comme l'homme sage, Noé étant ce dernier.

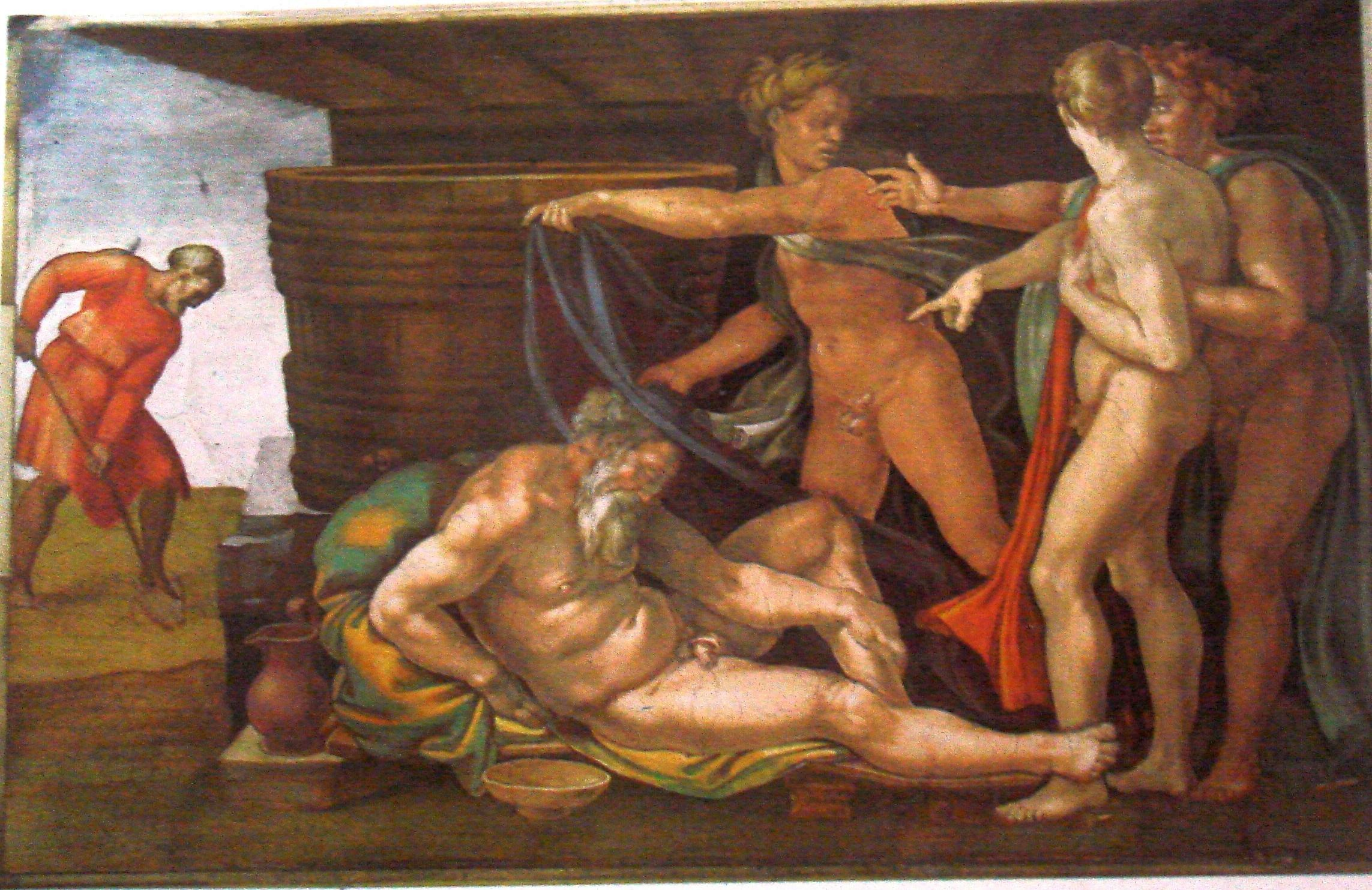
L'Ivresse de Noé, fresque de la chapelle Sixtine réalisée par Michel-Ange.

En raison de sa brièveté et des incohérences textuelles, il a été suggéré que ce récit est un "éclat d'un conte plus substantiel".[20][21] Un récit plus complet expliquerait exactement ce que Cham avait fait à son père, ou pourquoi Noé a lancé une malédiction sur Canaan pour le méfait de Cham, ou comment Noé a réalisé ce qui s'était passé. Dans le domaine de la critique biblique psychologique, JH Ellens et WG Rollins ont analysé le comportement non conventionnel qui se produit entre Noé et Cham comme tournant autour de la sexualité et de l'exposition des organes génitaux par rapport à d'autres textes de la Bible hébraïque, tels que dans le Livre de Habacuc 2:15 et dans le Livre des Lamentations 4:21,[23]
D'autres commentaires mentionnent que "découvrir la nudité de quelqu'un" pourrait signifier avoir des rapports sexuels avec cette personne ou le conjoint de cette personne, comme cité dans Lévitique 18:7-8, 18:20 et 20:11. De cette interprétation vient la spéculation selon laquelle Cham était coupable d'avoir commis un inceste et d'avoir violé Noé ou sa propre mère. Cette dernière interprétation clarifierait pourquoi Canaan, en tant que produit de cette union illicite, a été maudit par Noé. Alternativement, Canaan pourrait en être l'auteur car la Bible décrit l'acte illicite commis par le "fils cadet" de Noé, Cham étant systématiquement décrit comme le fils du milieu dans d'autres versets.
Le nom de la femme de Noé n'est pas mentionné dans la Bible. Le Livre des Jubilés l'appelle Emzara, des écrits apocryphes chrétiens l'identifient à Haykêl, descendante d'Hénoch, et des midrashim (la Genèse Rabba et le Sefer haYashar) à Naamah, fille de Lamech de la lignée de Caïn et de Tsillah (pour le premier), fille d'Hénoch, l'arrière-grand-père de Noé (pour le second).
Noé meurt à plus de 950 ans.

### Descendance de Noé

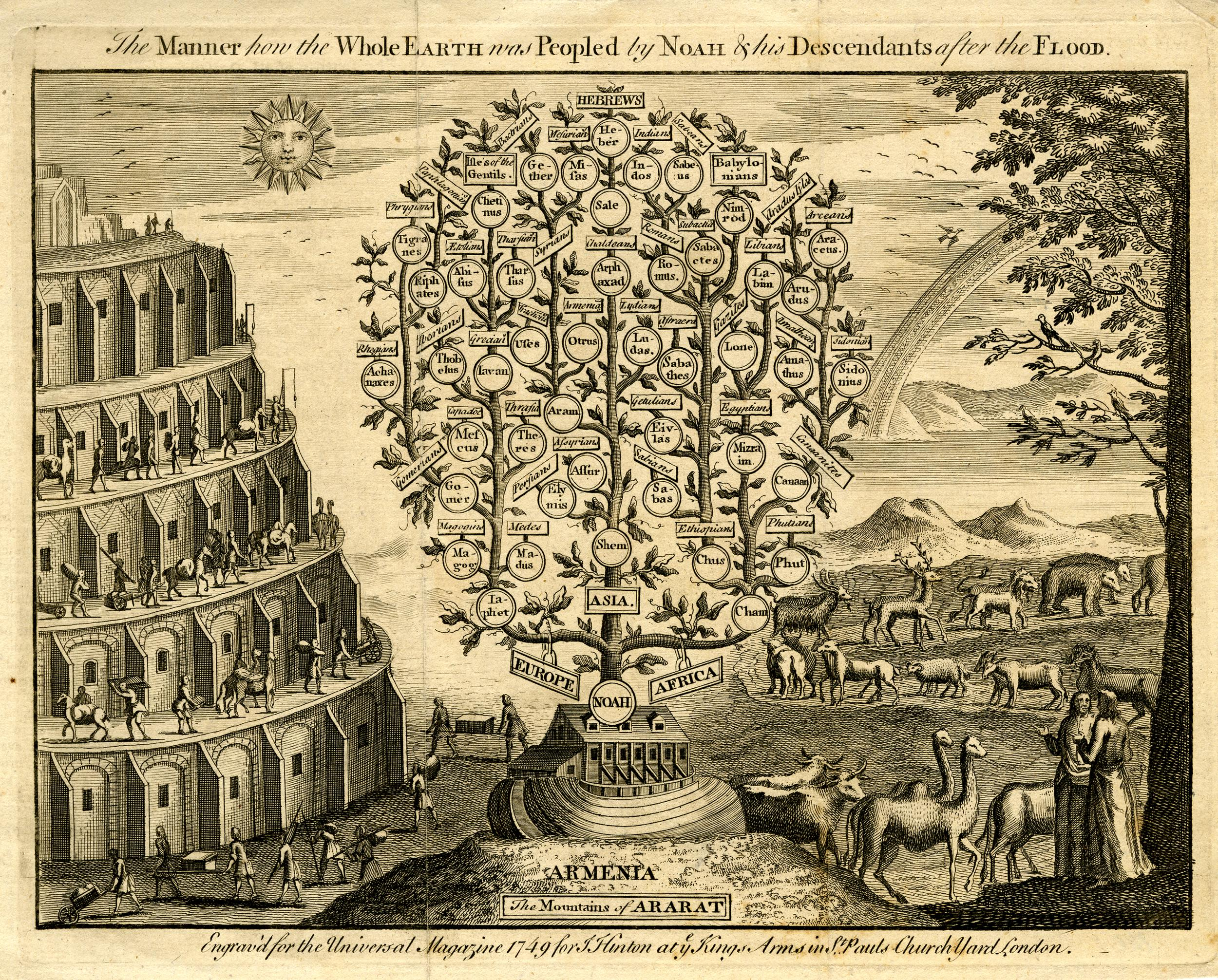
Le Repeuplement de la Terre après le Déluge, Universal Magazine, 1749. De g. à dr. : la tour de Babel, la descendance de Noé et le repeuplement de la Terre.

Genèse 10 présente les descendants de Sem, Cham et Japhet, à partir desquels les nations se sont ramifiées sur la Terre après le Déluge. Parmi les descendants de Japhet se trouvent les nations maritimes. Un des fils de Cham, Koush, eut un fils nommé Nimrod (Amraphel), qui devint le premier homme puissant sur terre, un puissant chasseur, roi à Babylone et dans le pays de Shinar. De là, Assur partit et bâtit Ninive. Les descendants de Canaan - Sidon, Heth, les Jébuséens, les Amorites, les Girgashites, les Hivites, les Arkites, les Sinites, les Arvadites, les Zemarites et les Hamathites - se sont répandus de Sidon jusqu'à Guérar, près de Gaza et jusqu'à Sodome et Gomorrhe. Parmi les descendants de Sem se trouvait Héber.

## Tradition judéo-chrétienne
Le nom de Noé en hébreu, Noah, est formé des deux lettres Noun et Het. Inversées, ces deux lettres forment le mot 'Hen, grâce; les deux mots figurent dans la Genèse: « Mais Noé (Noah, Noun Het) avait trouvé grâce (Hen, Het Noun) aux yeux de Yahvé ». Si Noé se regarde "dans les yeux" de YHWH, il y trouve "grâce", son nom inversé, comme dans un miroir.

### Commentaires rabbiniques
Dans la tradition juive et la littérature rabbinique sur Noé, les rabbins blâment Satan pour les propriétés enivrantes du vin.[16][10]

« Noé, le laboureur du sol, fut le premier [vayyachel] à planter une vigne": il fut déshonoré [nitchallel] et avili [chullin]. Pourquoi? "Planter une vigne". N'aurait-il pas dû planter autre chose pour réparer le monde, un jeune arbre ou un arbre coupé? Au lieu de cela "Planter une vigne"; d'où l'a-t-il acquis? Rabbi Abba, fils de Kahana, dit : "Il se rassembla auprès de lui en plantant des sarments de vigne et des jeunes arbres de figuiers, et des boutures d'oliviers, et vois comme nourriture pour vous et pour eux" : un homme ne ramasse rien à moins que ce ne soit nécessaire pour lui-même". "Le laboureur du sol": il y en avait trois qui aimaient l'agriculture sans en tirer profit, et ce sont : Caïn, Noé et Ozias. Caïn, "laboureur de la terre", Noé "laboureur de la terre", Ozias : "et vignerons dans les montagnes et sur les terres fertiles, car il aimait l'agriculture." "Le laboureur du sol": qui a fait la face du sol, et à cause de lui le sol a été préservé et par qui toute la face du sol a été remplie. "Le laboureur du sol" : un soldat stationné, "burgarius" (défenseurs des frontières), est appelé du nom de sa station, burg. Rabbi Berechya a dit: "Moïse était plus favorisé que Noé. Noé était appelé "un homme juste", il était appelé "le laboureur du sol", mais Moïse était appelé "un Égyptien", il était appelé "un homme de Dieu". "Pour planter une vigne" : Alors qu'il marchait "pour planter une vigne", le démon Asmodée lui apparut et lui dit: "Rejoins moi! Mais attention à ne pas entrer de mon côté de la vigne. Si tu entres à mes côtés, je te ferai du mal".
"Et il but du vin, et s'enivra". Il a bu sans mesure et a eu honte. Rabbi Hiyya bar Abba a déclaré: le même jour, il a planté, s'est enivré et a été humilié. Et il fut découvert (vait'gal) à l'intérieur de sa tente. Rabbi Yehudah (Juda Hanassi) a dit que R. Chanin a dit, au nom de Rabbi Shmuel (Samuel) bar Rabbi Itzchak (Isaac) : Vaigal [il a été découvert] n'est pas écrit mais vait'gal : il a apporté l'exil [galut] pour lui-même et les générations. Les dix tribus n'ont été exilées qu'à cause du vin, comme il est écrit : "Malheur à ceux qui de bon matin Courent après les boissons enivrantes, Et qui bien avant dans la nuit Sont échauffés par le vin!" Les tribus de Juda et de Benjamin n'ont été exilées qu'à cause du vin, comme il est écrit : "Mais eux aussi, ils chancellent dans le vin"  "À l'intérieur de sa tente ('aholoh)": c'est écrit 'aholah (avec un hey, "tente de sa femme"), à l'intérieur de la tente de sa femme. Rabbi Huna a dit au nom de Rabbi Eliezer, le fils de Rabbi Yosi Hagelili : Quand Noé quittait l'Arche, un lion l'a frappé et l'a mutilé, et quand il est allé utiliser le lit, son sperme a été dispersé et il a été humilié. Rabbi Yo'hanan a dit : Méfiez-vous toujours d'être enivré de vin, car dans le passage sur le vin, on retrouve 14 fois וי/vey (malheur), comme ceci : "Noé commença à cultiver la terre (וַיָּ֥חֶל/vayahel), et planta (וַיִּטַּ֖ע/vayita) de la vigne. Il but (וַיֵּ֥שְׁתְּ/vayesht) du vin, s'enivra (וַיִּשְׁכָּ֑ר/vayishkar), et se découvrit (וַיִּתְגַּ֖ל/vayit'gal) au milieu de sa tente. Cham, père de Canaan, vit la nudité de son père, et il le rapporta dehors à ses deux frères. Alors Sem et Japhet prirent (וַיִּקַּח֩/vayikach) le manteau, le mirent (וַיָּשִׂ֙ימוּ֙/vayasimu) sur leurs épaules, marchèrent à reculons (וַיֵּֽלְכוּ֙/vayelechu), et couvrirent (וַיְכַסּ֕וּ/vayechasu) la nudité de leur père; comme leur visage était détourné, ils ne virent point la nudité de leur père. Lorsque Noé se réveilla (וַיִּ֥יקֶץ/vayiketz) de son vin, il apprit (וַיֵּ֕דַע/vayeda) ce que lui avait fait son fils cadet. Et il dit (וַיֹּ֖אמֶר/vayomer) : Maudit soit Canaan ! qu'il soit l'esclave des esclaves de ses frères ! »

— [וָוִי"ן les Vavs, sont des symboles pour וי/vey, qui veut dire en français "malheur"].

### Traditions chrétiennes
Dans la deuxième épître de Pierre, Noé est qualifié de "prédicateur de justice."

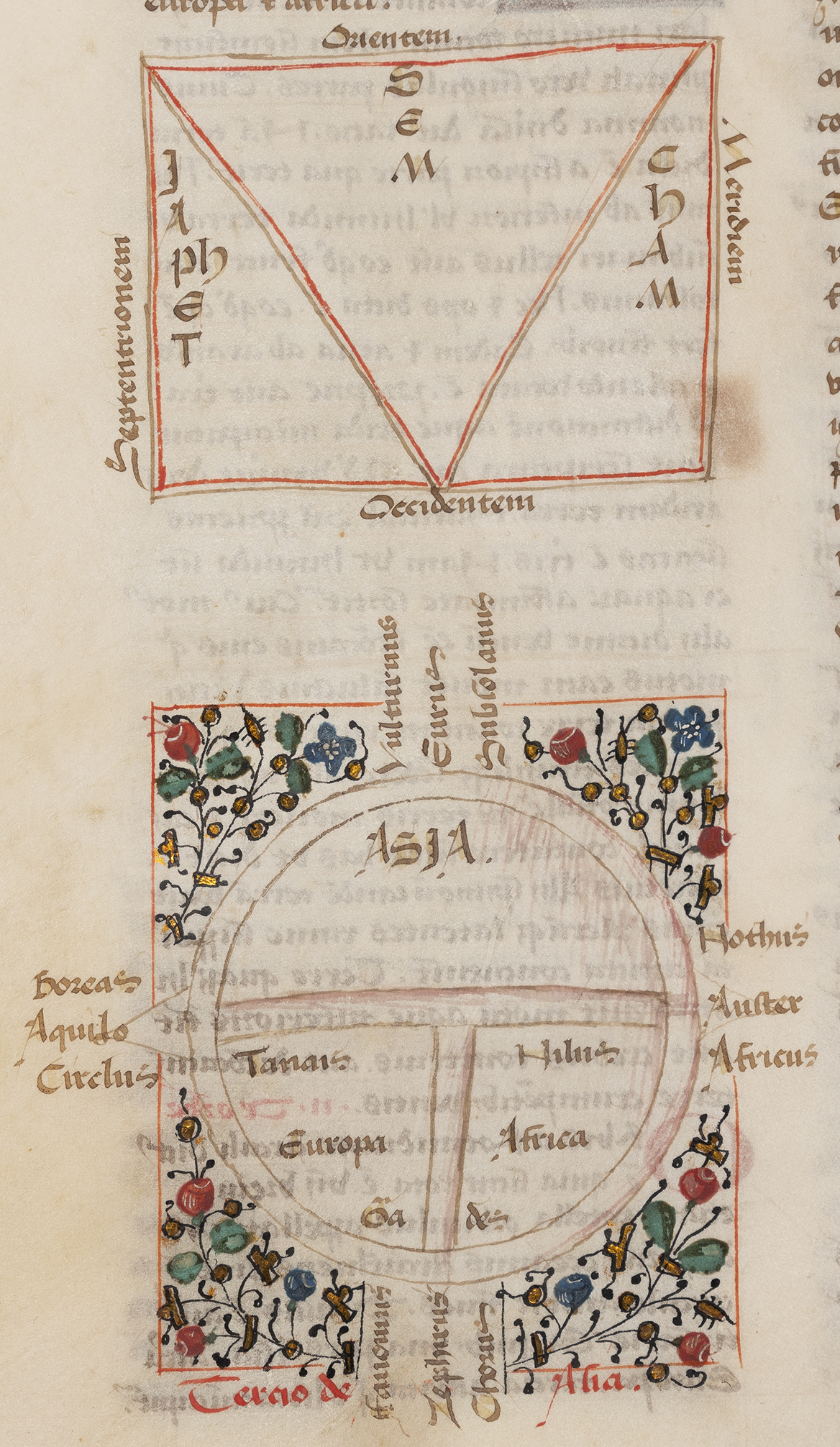
Mappemonde « T dans O », créée par Isidore, évêque de Séville, au VIIe siècle et reproduite dans ce manuscrit du XVe siècle.

Après le déluge, en suivant la volonté de Dieu et selon la Table des peuples pour repeupler la terre, Noé attribue à chacun de ses fils les trois parties du monde connu à l'époque : l’Asie est confiée à Sem, l’Afrique à Cham et l’Europe à Japhet. L’Occident médiéval représente le monde connu selon cette répartition, le dessin « T dans O » situe Jérusalem au centre du cercle, anneau océanique, la carte est orientée au sens propre vers l'Orient, l'Asie est en haut, les deux fleuves Don et Nil forment la ligne horizontale et la Méditerranée constitue la barre du « T », l'Europe en bas à gauche et l'Afrique en bas à droite.
L'épisode de l'ivresse de Noé est aussi appelé la malédiction de Canaan. Dans les manuscrits de Qumrân, cet épisode ne fait état ni d'ivrognerie ni de nudité, ni de malédiction ; il y est question de rendre grâce à Dieu après une fête consécutive à la première vendange après le déluge.
Les prophètes Isaïe et Ézéchiel ainsi que Jésus de Nazareth mentionnent Noé. Jésus et l'apôtre Pierre ont déclaré que les jours de Noé préfigurent « l'avènement du Fils de l'Homme » (le retour glorieux du Christ à la fin des temps) et un futur jour de jugement et de destruction des hommes impies »,,: « Ce qui arriva du temps de Noé arrivera de même à l'avènement du Fils de l'homme. Car, dans les jours qui précédèrent le déluge, les hommes mangeaient et buvaient, se mariaient et mariaient leurs enfants, jusqu'au jour où Noé entra dans l'arche ; et ils ne se doutèrent de rien, jusqu'à ce que le déluge vînt et les emportât tous : il en sera de même à l'avènement du Fils de l'homme. »

### Traditions apocryphes
Le récit de la naissance de Noé est développé dans le livre d'Hénoch et dans l'Apocryphe de la Genèse (en) qui a été retrouvé parmi les manuscrits de la mer Morte.

À la naissance de Noé, celui-ci a une apparence extraordinaire : 

« Quand l'enfant naquit, son corps était plus blanc que neige et plus rouge qu'une rose, toute sa chevelure était blanche comme de blancs flocons, bouclée et splendide. Et quand il ouvrit les yeux, la maison brilla comme le soleil.", »

 que Lamech accuse sa femme Bat-Enosh d'avoir conçu leur fils avec un nephilim ou un ange. Devant ses dénégations, Lamech va demander conseil à son père Mathusalem et à son grand-père Hénoch. Celui-ci lui enseigne que des anges déchus ont, à son époque, fréquenté des femmes humaines; et que c'est l'essence de l'un d'eux qui a traversé les générations jusqu'à son fils Noé.

## Dans le Coran et dans l'islam
Noé (arabe نوح Nūḥ) et son histoire sont présents dans plusieurs sourates coraniques,,. Il est cité 43 fois dans ce texte et la sourate 71 lui est particulièrement consacrée. Elle en porte le nom,.

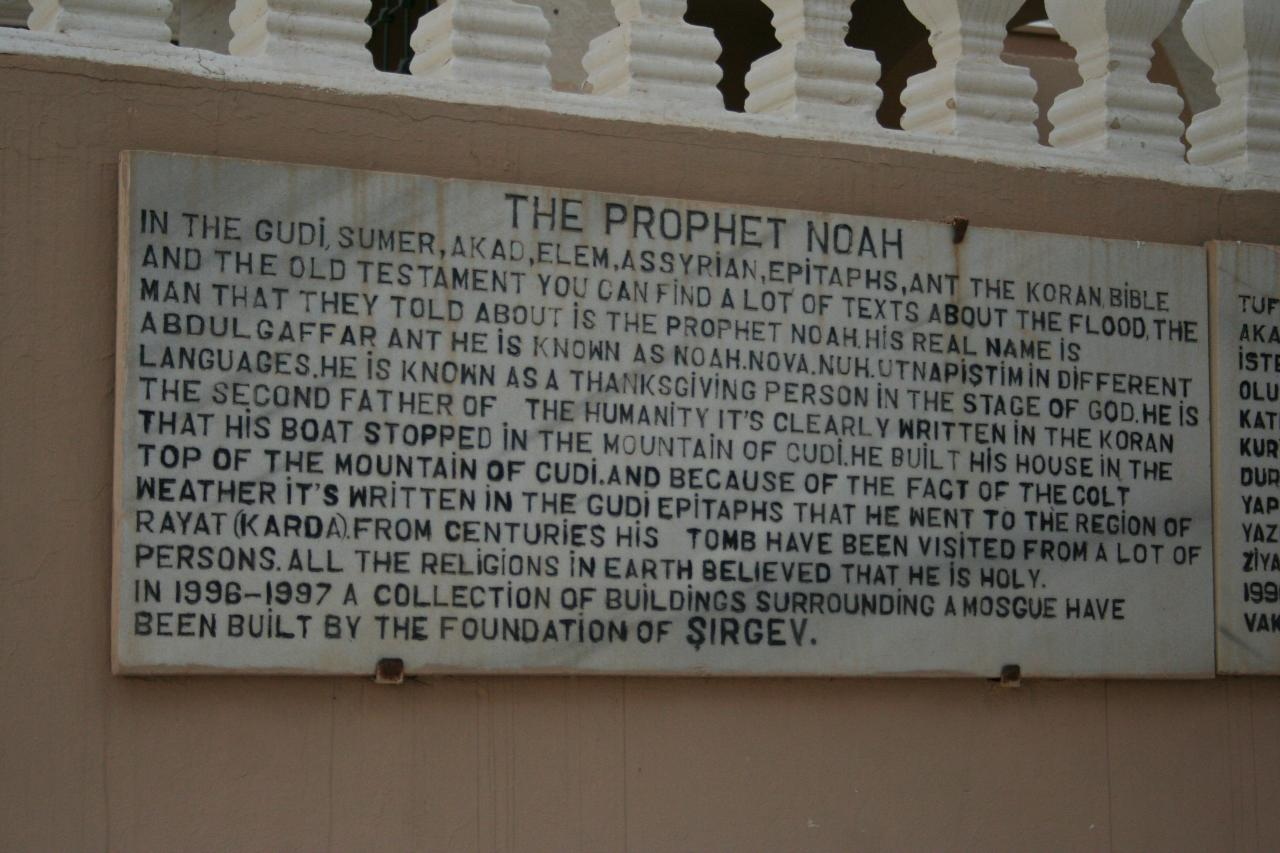
Mausolée sur l'histoire du prophète Noé selon l'islam, Cizre, Turquie.

Il existe un certain nombre de similitudes mais aussi des différences entre la figure de Noé dans la Bible et celle dans le Coran. Dans la Bible, en effet, Noé est, avant tout, présenté comme un "juste" alors que le texte coranique accentue sa dimension prophétique. Il est "Prophète" et "Envoyé" (Rasul), ayant ainsi pour mission de transmettre le message divin descendu sur terre sous forme de révélation ("Rissala" = Le message). Ibn Kathir remarque que Noé est le premier rasul, Adam n'étant que "prophète". En raison de cette double fonction, Noé inaugure l'histoire musulmane de la Révélation, qui sera close par Mahomet. Cela explique la proximité coranique entre les deux personnages. Jacqueline Chabbi dans Le Coran décrypté - Figures bibliques en Arabie (éd. Fayard 2008) explique comment « les appropriations bibliques se mettent très progressivement en scène ». Dans son chapitre VI, Narrations bibliques de périodes mekkoise, elle se pose la question de savoir si Mahomet pouvait être un alias de Noé. Son argumentation repose sur l'analyse du « discours de Noé » (sourate XI, 25-35 et 36-49), double presque parfait des passages du Coran VI, 50,90 et XXV, 7,20 qui concernent explicitement les missions de Mahomet. Une autre différence est que, pour l'islam, c'est Noé qui demande l'extermination de l'humanité dans la sourate 71. Le Coran raconte que certains membres de sa famille ont péri. Un des fils de Noé n'a pas embarqué sur l'arche, se croyant à l'abri sur les hauteurs,. De la même manière que les Homélies pseudo-clémentines rejetaient les critiques faites aux prophètes, le Coran n'évoque pas l'épisode de l'ivresse de Noé.
La littérature islamique non coranique s'est fortement inspirée des sources judéo-chrétiennes, en particulier midrashique pour compléter l'histoire de Noé transmise par le Coran. Selon ces récits, il a été appelé pour un apostolat "dans un monde sans foi ni loi". Le Coran cite les divinités idolâtres vénérées par le peuple de Noé dans la Sourate qui porte le même nom : Wudd, Soua'â (Souwa'â), Yaghouth, Ya'â'ouq et Nasr. Cet apostolat dura des centaines d'années sans résultat et Noé appela alors à la justice divine. Il planta alors les arbres qui devaient lui servir à construire l'arche. Selon certaines traditions, contredites par d'autres, les femmes devinrent stériles pendant cette période. Les traditions complètent le récit coranique particulièrement laconique sur la forme de cette arche. Selon Tabari, elle mesure 1200 coudés de long et 600 de large. Noé aurait alors embarqué un couple de chaque espèce, sa famille (l'embarquement de sa femme, ayant trahi à l'instar de l'épouse du prophète Loth pendant la destruction de Sodome et Gomorrhe, fait débat) et sa communauté. Le déluge fut, pour la plupart des exégètes, une catastrophe planétaire. Pour Commero, le terme coranique "déluge" doit davantage être compris comme un événement local. Selon les traditions islamiques s'inspirant de la Peshitta, l'arche s'est posée sur le mont Djoudi, lieu ayant donné lieu à de nombreuses spéculations mais généralement accepté comme étant près de Mossoul en Iraq.
D'après le Coran, il fut envoyé de Dieu pendant 950 ans.

## Représentation dans la culture

### Iconographie

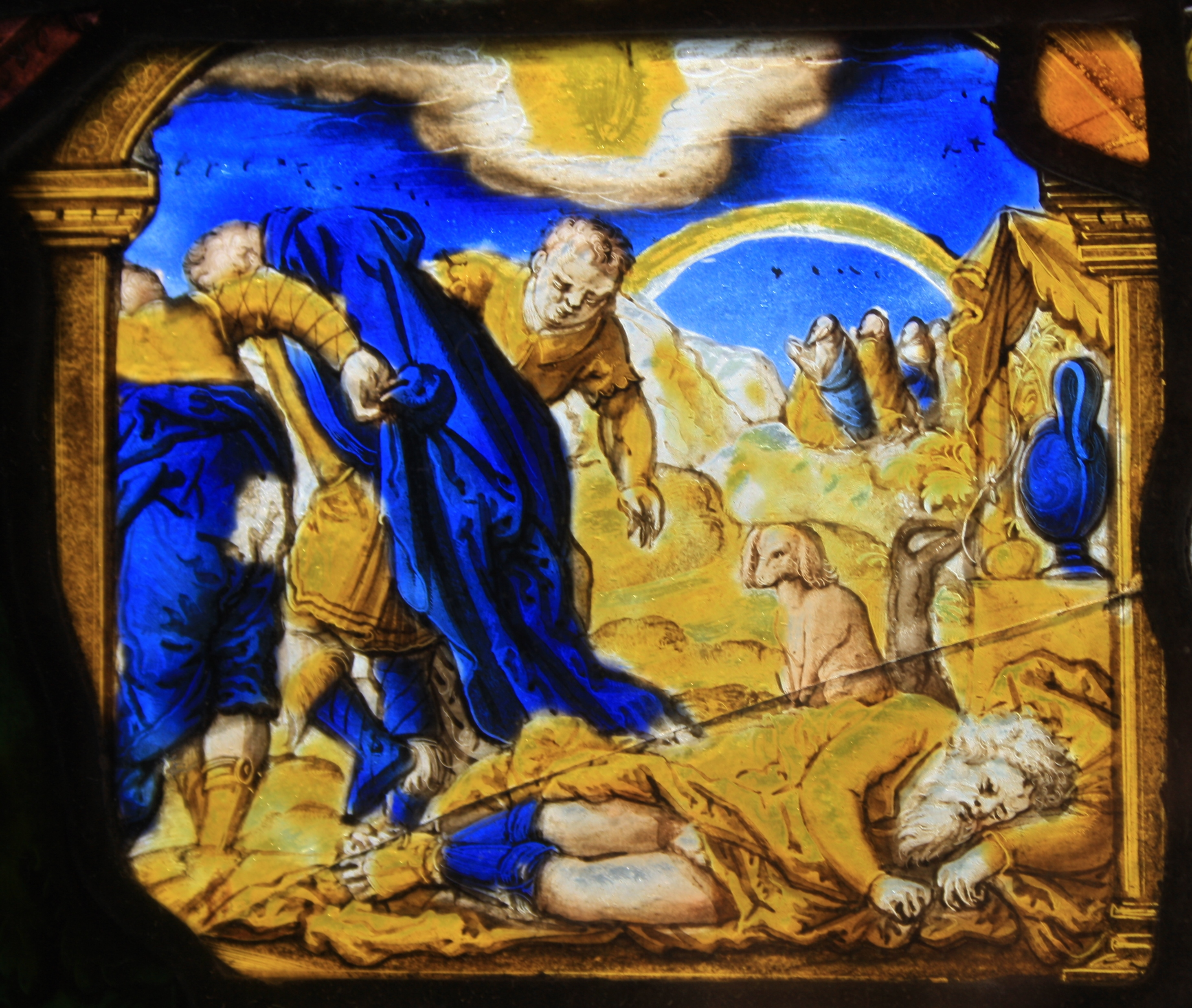
Vitrail de l'abbaye de Wettingen, Suisse.
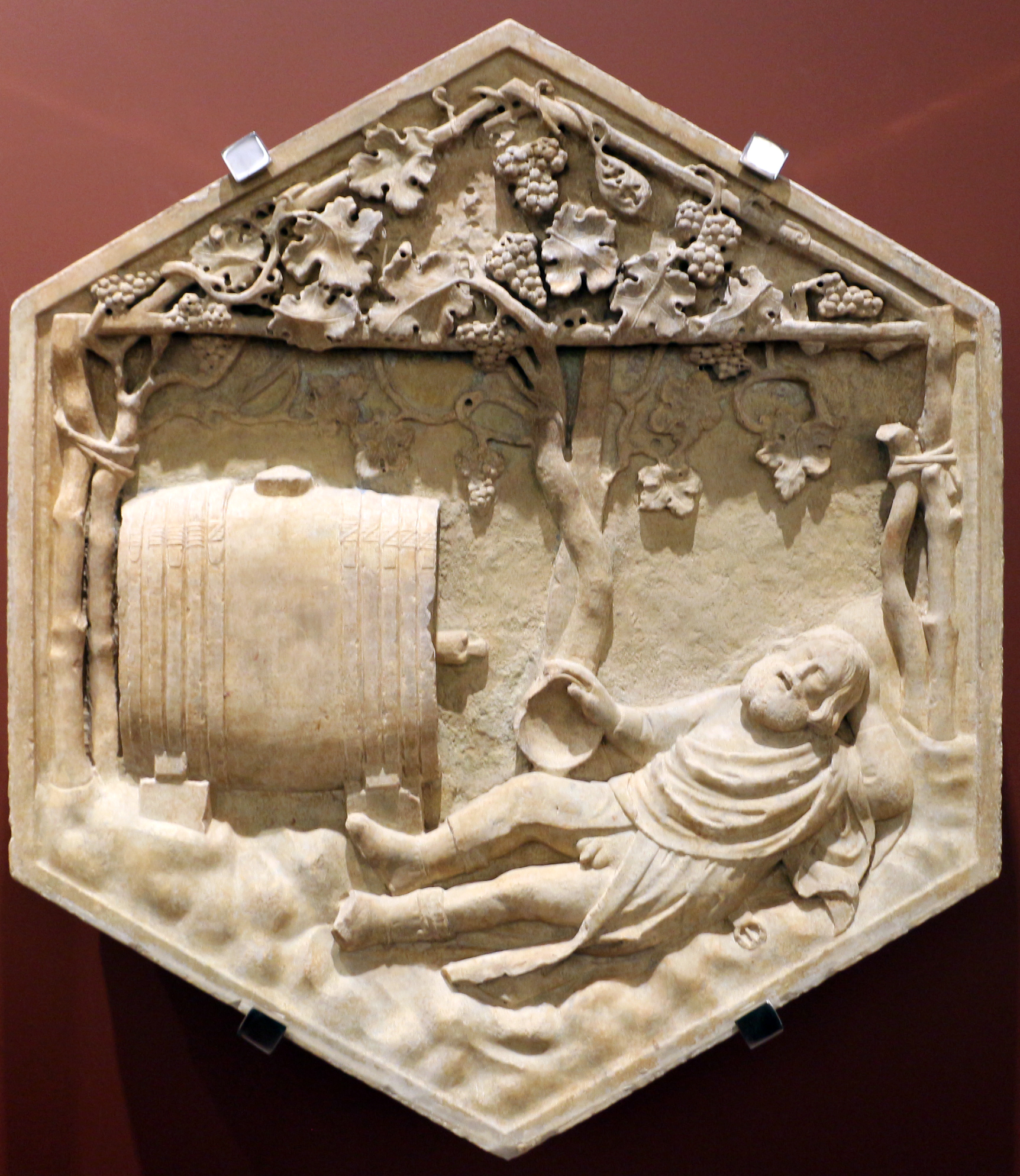
Andrea Pisano et atelier, L'Ivresse de Noé, Florence.
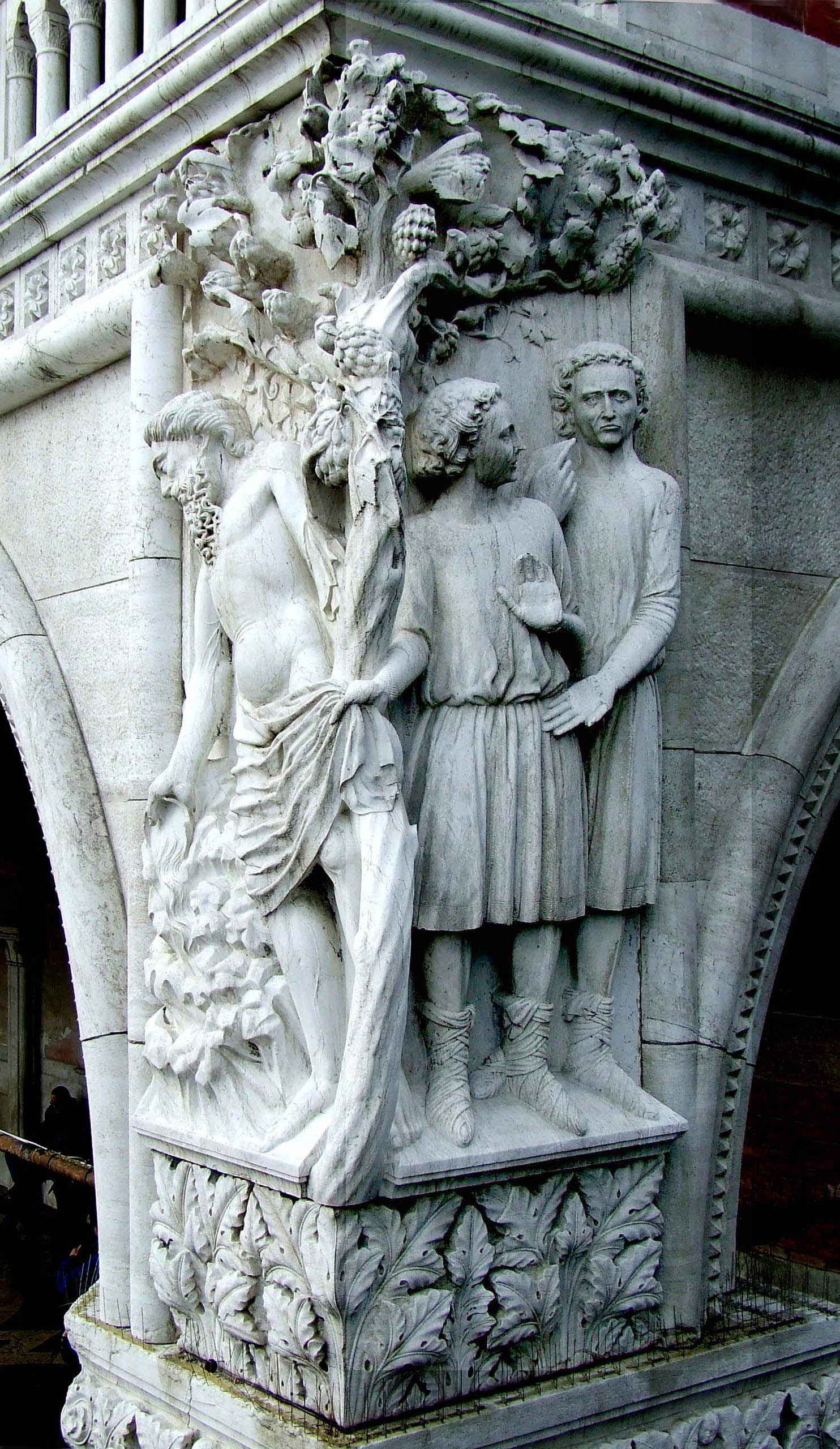
L'Ivresse de Noé, palais des Doges, Venise.
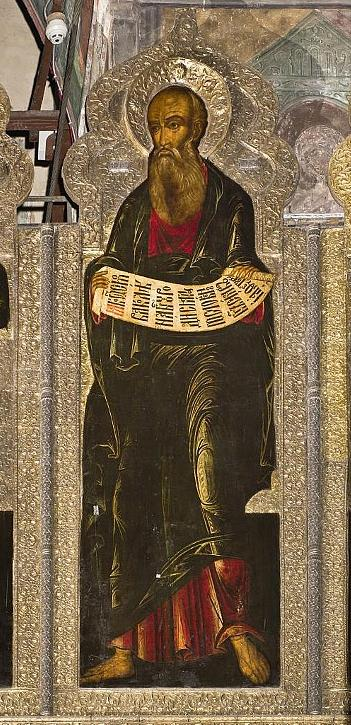
Noé, icône du XVIIe siècle, cathédrale de la Dormition de Moscou.
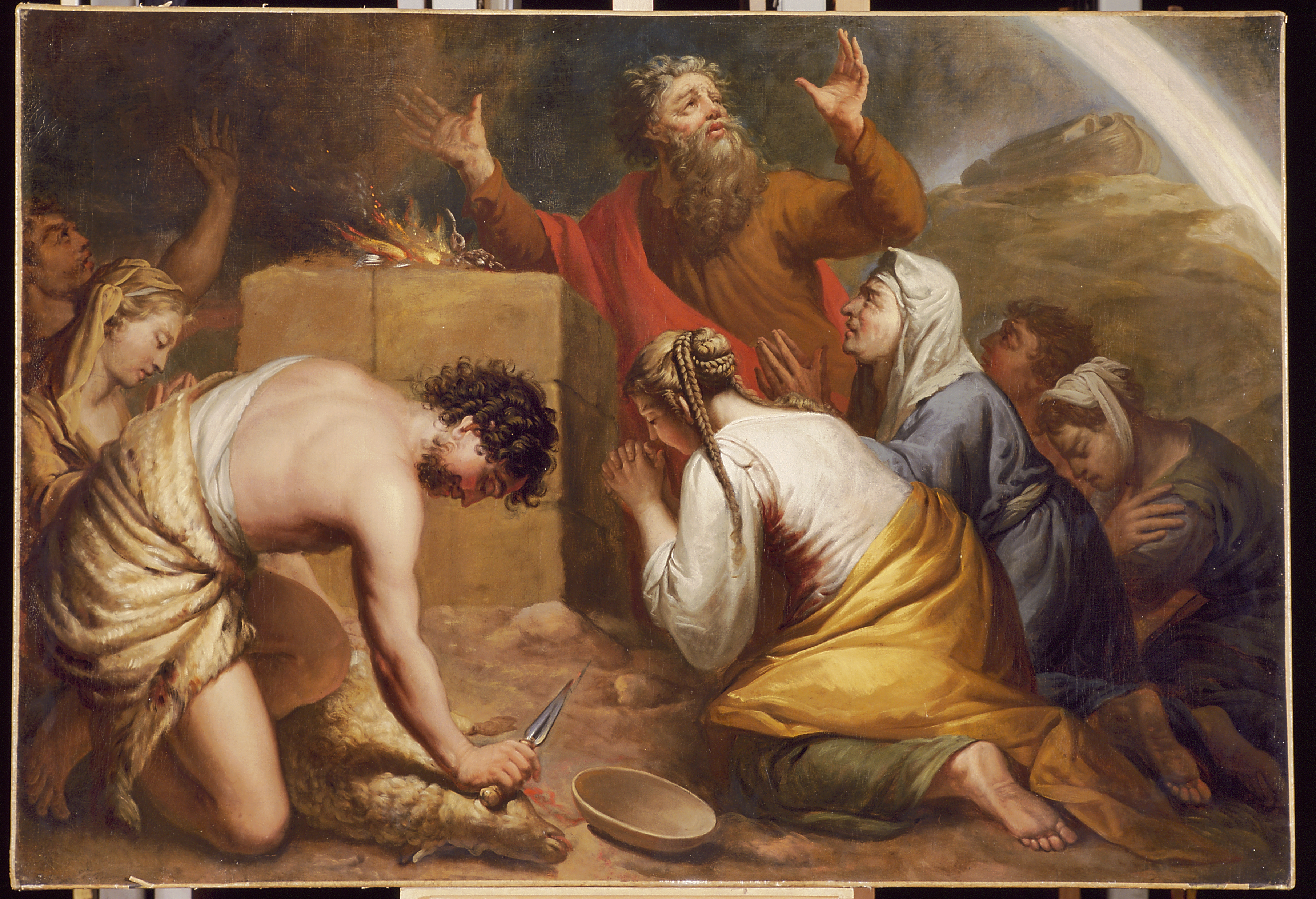
Elias van Nijmegen (en), Le Sacrifice de Noé, 1731.
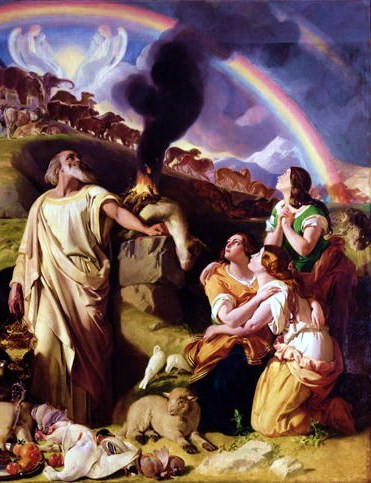
Daniel Maclise, Le Sacrifice de Noé, v. 1850

### Musique
- Noye's Fludde, opéra de Benjamin Britten (1958).

### Cinéma
- 1999 : F. Murray Abraham dans un rêve du Grand Gonzo dans Les Muppets dans l'espace.
- 2014 : Russel Crowe dans Noé, film de Darren Aronofsky.